# Ruthless Records
Ruthless Records a fost o casă de discuri americană fondată de Eric "Eazy-E" Wright și Jerry Heller în Compton, California, în 1987. De la înființare compania a fost o filială a companiei-mamă Comptown Records, Inc. și toate mărcile comerciale Ruthless sunt deținute de Comptown.
Mai mulți artiști ai casei de discuri, precum N.W.A, Eazy-E, MC Ren, The D.O.C., Michel'le și Bone Thugs-n-Harmony, au lansat albume certificate RIAA.